# Centre pénitentiaire de Varennes-le-Grand
La centre pénitentiaire de Varennes-le-Grand est un centre pénitentiaire français situé dans la commune de Varennes-le-Grand, dans le département de Saône-et-Loire et en région Bourgogne-Franche-Comté.
L'établissement dépend du ressort de la direction interrégionale des services pénitentiaires de Dijon. Au niveau judiciaire, l'établissement relève du tribunal judiciaire de Chalon-sur-Saône et de la cour d'appel de Dijon. L'établissement prend également en charge les détenus du tribunal judiciaire de Mâcon.

## Histoire
L'établissement est construit en 1991 dans le cadre du « Programme 13 000 et ouvre officiellement le 2 septembre 1991. Son ouverture entraine la fermeture de la maison d’arrêt de Chalon-sur-Saône.

## Description
Situé route de la Ferté à Varennes-le-Grand à proximité immédiate de l'autoroute A6, le centre pénitentiaire est le seul établissement pénitentiaire de Saône-et-Loire.
Situé sur un terrain d'une superficie de 48 300 m2, l'établissement a une capacité d'accueil de 384 places exclusivement pour des hommes majeurs et mineurs, et est composé d'un quartier « maison d'arrêt », le quartier « centre de détention », le quartier « mineurs » et le quartier « semi-liberté »,.
Au 1er février 2022, l'établissement accueillait 176 détenus (soit un taux d'occupation de 92.1%) pour le quartier « centre de détention » et 269 détenus (soit un taux d'occupation de 139.4%) pour le quartier « maison d'arrêt ».
L'unité sanitaire de l'établissement dépend du centre hospitalier William Morey de Chalon-sur-Saône tandis que les soins psychiatriques sont assurées par le centre hospitalier spécialisé de Sevrey.
L'établissement fonctionne en « gestion mixte déléguée », toutes les missions relatives à l'entretien de l'établissement, à la restauration ou aux prestations « d’hôtellerie » étant assurées par une société privée.

## Actions de réinsertion par le travail et la formation des détenus
En 2021, une boulangerie est installée dans l'établissement dans le cadre d'un projet visant à proposer aux détenus de nouvelles formations professionnelles,. Cette initiative s'inscrit dans la continuité des actions de formation des détenus, telles que celle ayant eu lieu en 2018 et ayant permis à certains d'entre eux d'obtenir un CAP Cuisine, avec le soutien du chef Philippe Conticini.

## Détenus notables
Jean-Pierre Mura, mis en cause dans le cadre du meurtre de Christelle Maillery, est placé en détention provisoire dans l'établissement en 2011.

## Événements notables
En 2010, un ancien surveillant de l'établissement est mis en examen pour abus de confiance. Il est accusé d'abus de confiance et d'avoir volé des détenus entre 2005 et 2009.
En juillet 2010, un détenu incarcéré dans l'établissement tente de s'évader en utilisant une échelle de corde mise en place par-dessus l'enceinte de l'établissement. Il bénéficie de la complicité d'une surveillante de l'établissement, qui a indiqué être « tombée amoureuse de ce détenu », et du fils de cette dernière, qui a installé l'échelle de corde et attendait le détenu à l'extérieur de l'établissement. Le véhicule a cependant été repéré et la tentative d'évasion a été déjouée. A l'issue du procès ayant eu lieu à la suite de cette affaire, la surveillante a été radiée de l'Administration pénitentiaire et condamnée à trois ans de prison dont deux avec sursis, son fils a été condamné à trois mois de prison et le détenu a été condamné à deux ans de prison ferme,.
En janvier 2018, les surveillants de l'établissement « rendent leurs clés » dans le contexte d'un mouvement de protestation national destiné à dénoncer leurs conditions de travail. Une nouvelle charte, issue de ce mouvement social et intitulée « Principes du surveillant pénitentiaire, acteur incontournable d’une détention sécurisée », est par la suite expérimentée dans l'établissement avant sa généralisation au niveau national.
En 2019, après une expérimentation réalisée au centre de détention de Montmédy, des téléphones fixes sont installés en cellule, permettant ainsi aux détenus d'appeler des numéros prédéfinis et validés par les autorités. Cette mesure est notamment destinée à « maintenir les liens familiaux et prévenir le choc carcéral et le risque de suicide ».
En août 2022, un détenu profite d'une permission de sortie pour s'évader de l'établissement. Il est repris à Bonneville en septembre de la même année,.

## La prison dans l'art et la culture
En 2022, le premier épisode série documentaire Prison[s], produite par France Télévisions, suit le quotidien de détenues de l'établissement dans l'un de ses épisodes. L'épisode est intitulé Djimé et le quartier des arrivants et est consacré à la thématique de l'arrivée d'un détenu en prison en insistant notamment sur le « choc carcéral » que ressentent parfois certains détenus qui découvrent la prison pour la première fois. L'épisode propose également un portrait de surveillants pénitentiaires chargés d'accueillir les nouveaux détenus,,.